# Elezioni regionali in Veneto del 2015
Le elezioni regionali italiane del 2015 in Veneto si sono tenute il 31 maggio, contestualmente alle altre 6 regioni chiamate al voto: Liguria, Toscana, Umbria, Marche, Campania e Puglia.

## Candidati alla presidenza
I candidati alla presidenza, con le rispettive liste a sostegno - così come depositate in Corte d'Appello alla scadenza di legge delle ore 12 del 2 maggio sono (in ordine alfabetico):
- Jacopo Berti, sostenuto dal Movimento 5 Stelle;
- Laura Di Lucia Coletti, sostenuta da L'Altro Veneto Ora! Possiamo (lista civica con al suo interno PRC e PCd'I);
- Alessandra Moretti, (PD), sostenuta da una coalizione di centrosinistra;
- Alessio Morosin, sostenuto dal movimento Indipendenza Veneta;
- Flavio Tosi, dissidente espulso dalla Lega Nord, sostenuto da Area Popolare (NCD e UdC) ed altre 5 liste;
- Luca Zaia, Lega Nord, presidente uscente sostenuto dalla Lista Zaia Presidente, Lega Nord, Forza Italia, Fratelli d'Italia - Alleanza Nazionale ed Indipendenza noi Veneto.

## Legge elettorale
Il nuovo sistema elettorale del Veneto è regolato dalla legge regionale 5/2012.

L'assemblea è composta da 50 consiglieri (tra cui il candidato presidente giunto secondo) più il presidente proclamato eletto.

Dopo l'eliminazione del listino del presidente, la ripartizione dei seggi resta proporzionale (col Metodo d'Hont), ma con un premio di maggioranza variabile: alla coalizione vincente vengono assegnati 29 seggi se riesce a superare il 50% delle preferenze; 28 se ottiene tra il 40% e il 50% dei voti; solo 27 qualora dovesse rimanere sotto al 40%.

È inoltre fissata una soglia di sbarramento del 3% per le liste singole e alle coalizioni che non superino il 5% dei voti.

## Risultati
|                                                                  | Luca Zaia (Veneto 2015) ✔️ Presidente                           | 1 108 065                                                       | 50,09 | Lista Zaia Presidente        | 427 363   | 23,09 | 13 |  |  |
| Lega Nord                                                        | Luca Zaia (Veneto 2015) ✔️ Presidente                           | 1 108 065                                                       | 50,09 | 329 966                      | 17,83     | 10    |    |  |  |
| Forza Italia                                                     | Luca Zaia (Veneto 2015) ✔️ Presidente                           | 1 108 065                                                       | 50,09 | 110 573                      | 5,97      | 3     |    |  |  |
| Indipendenza Noi Veneto (LVR - PNE - VS - VI - Pro Veneto - TPV) | Luca Zaia (Veneto 2015) ✔️ Presidente                           | 1 108 065                                                       | 50,09 | 49 929                       | 2,70      | 1     |    |  |  |
| Fratelli d'Italia - Movimento per la Cultura Rurale              | Luca Zaia (Veneto 2015) ✔️ Presidente                           | 1 108 065                                                       | 50,09 | 48 163                       | 2,60      | 1     |    |  |  |
|                                                                  | Alessandra Moretti (Alessandra Moretti Presidente)              | 503 147                                                         | 22,74 | Partito Democratico          | 308 438   | 16,66 | 8  |  |  |
| Lista Alessandra Moretti Presidente - Per il Veneto              | Alessandra Moretti (Alessandra Moretti Presidente)              | 503 147                                                         | 22,74 | 70 764                       | 3,82      | 2     |    |  |  |
| Veneto Civico - Moretti Presidente (IdV - PSI - SC - Altri)      | Alessandra Moretti (Alessandra Moretti Presidente)              | 503 147                                                         | 22,74 | 26 903                       | 1,45      | 1     |    |  |  |
| Veneto Nuovo (SEL - Verdi Europei - Sinistra Veneta)             | Alessandra Moretti (Alessandra Moretti Presidente)              | 503 147                                                         | 22,74 | 20 282                       | 1,10      | –     |    |  |  |
| Progetto Veneto Autonomo                                         | Alessandra Moretti (Alessandra Moretti Presidente)              | 503 147                                                         | 22,74 | 6 242                        | 0,34      | –     |    |  |  |
| Seggio assegnato al candidato presidente classificatosi secondo  | Seggio assegnato al candidato presidente classificatosi secondo | Seggio assegnato al candidato presidente classificatosi secondo | 22,74 | 1                            |           |       |    |  |  |
|                                                                  | Jacopo Berti                                                    | 262 749                                                         | 11,88 | Movimento 5 Stelle           | 192 630   | 10,41 | 5  |  |  |
|                                                                  | Flavio Tosi (Flavio Tosi Presidente)                            | 262 569                                                         | 11,87 | Lista Tosi per il Veneto     | 105 836   | 5,72  | 3  |  |  |
| Area Popolare                                                    | Flavio Tosi (Flavio Tosi Presidente)                            | 262 569                                                         | 11,87 | 37 937                       | 2,05      | 1     |    |  |  |
| Il Veneto del Fare                                               | Flavio Tosi (Flavio Tosi Presidente)                            | 262 569                                                         | 11,87 | 26 119                       | 1,41      | 1     |    |  |  |
| Famiglia Pensionati con Tosi                                     | Flavio Tosi (Flavio Tosi Presidente)                            | 262 569                                                         | 11,87 | 14 625                       | 0,79      | –     |    |  |  |
| Unione Nord-Est                                                  | Flavio Tosi (Flavio Tosi Presidente)                            | 262 569                                                         | 11,87 | 11 173                       | 0,60      | –     |    |  |  |
| Razza Piave - Veneto Stato Confederale                           | Flavio Tosi (Flavio Tosi Presidente)                            | 262 569                                                         | 11,87 | 3 487                        | 0,19      | –     |    |  |  |
|                                                                  | Alessio Morosin (Morosin Presidente)                            | 55 760                                                          | 2,52  | Indipendenza Veneta          | 46 578    | 2,52  | –  |  |  |
|                                                                  | Laura Di Lucia Coletti                                          | 19 914                                                          | 0,90  | L'Altro Veneto Ora! Possiamo | 13 997    | 0,76  | –  |  |  |
| Totale                                                           | Totale                                                          | 2 212 204                                                       | 100   |                              | 1 851 005 | 100   | 50 |  |  |
|                                                                  |                                                                 |                                                                 |       |                              |           |       |    |  |  |
| Schede bianche                                                   | Schede bianche                                                  | 21 573                                                          | 0,94  |                              |           |       |    |  |  |
| Schede nulle                                                     | Schede nulle                                                    | 63 085                                                          | 2,75  |                              |           |       |    |  |  |
| Votanti                                                          | Votanti                                                         | 2 296 862                                                       | 57,16 |                              |           |       |    |  |  |
| Elettori                                                         | Elettori                                                        | 4 018 497                                                       |       |                              |           |       |    |  |  |

## Affluenza
Il corpo elettorale per le elezioni del 31 maggio 2015 risultava composto da 4.018.497 elettori, registrati nei 4.742 seggi elettorali dei 563 comuni del Veneto. Alla chiusura dei seggi l'affluenza definitiva si è attestata al 57,16%, per un totale di 2.296.862 voti.

## Consiglieri eletti
| Collegio           | Lista                                               | Eletto                |
| ------------------ | --------------------------------------------------- | --------------------- |
| Collegio regionale | Lista Zaia Presidente                               | Luca Zaia             |
| Collegio regionale | Lista Alessandra Moretti Presidente - Per il Veneto | Alessandra Moretti    |
| Venezia            | Lista Zaia Presidente                               | Fabiano Barbisan      |
| Venezia            | Lista Zaia Presidente                               | Francesco Calzavara   |
| Venezia            | Lega Nord-Liga Veneta                               | Gianluca Forcolin     |
| Venezia            | Partito Democratico                                 | Bruno Pigozzo         |
| Venezia            | Partito Democratico                                 | Francesca Zottis      |
| Venezia            | Lista Alessandra Moretti Presidente - Per il Veneto | Franco Ferrari        |
| Venezia            | Movimento 5 Stelle                                  | Erika Baldin          |
| Venezia            | Area Popolare Veneto con Tosi                       | Massimo Mancini       |
| Belluno            | Lista Zaia Presidente                               | Gianpaolo Bottacin    |
| Belluno            | Veneto Civico - Moretti Presidente                  | Alessandra Buzzo      |
| Padova             | Lista Zaia Presidente                               | Fabrizio Boron        |
| Padova             | Lista Zaia Presidente                               | Luciano Sandonà       |
| Padova             | Lista Zaia Presidente                               | Tiberio Businaro      |
| Padova             | Lega Nord-Liga Veneta                               | Roberto Marcato       |
| Padova             | Lega Nord-Liga Veneta                               | Giuseppe Pan          |
| Padova             | Forza Italia                                        | Massimiliano Barison  |
| Padova             | Partito Democratico                                 | Pietro Ruzzante       |
| Padova             | Partito Democratico                                 | Claudio Sinigaglia    |
| Padova             | Movimento 5 Stelle                                  | Jacopo Berti          |
| Rovigo             | Movimento 5 Stelle                                  | Patrizia Bertelle     |
| Rovigo             | Partito Democratico                                 | Graziano Azzalin      |
| Treviso            | Lista Zaia Presidente                               | Sonia Brescacin       |
| Treviso            | Lista Zaia Presidente                               | Nazzareno Gerolimetto |
| Treviso            | Lista Zaia Presidente                               | Silvia Rizzotto       |
| Treviso            | Lista Zaia Presidente                               | Alberto Villanova     |
| Treviso            | Lega Nord-Liga Veneta                               | Riccardo Barbisan     |
| Treviso            | Lega Nord-Liga Veneta                               | Giampiero Possamai    |
| Treviso            | Partito Democratico                                 | Andrea Zanoni         |
| Treviso            | Lista Tosi per il Veneto                            | Leonardo Muraro       |
| Treviso            | Movimento 5 Stelle                                  | Simone Scarabel       |
| Verona             | Lista Zaia Presidente                               | Stefano Valdegamberi  |
| Verona             | Lega Nord-Liga Veneta                               | Luca Coletto          |
| Verona             | Lega Nord-Liga Veneta                               | Alessandro Montagnoli |
| Verona             | Forza Italia                                        | Massimo Giorgetti     |
| Verona             | Partito Democratico                                 | Orietta Salemi        |
| Verona             | Lista Tosi per il Veneto                            | Andrea Bassi          |
| Verona             | Lista Tosi per il Veneto                            | Stefano Casali        |
| Verona             | Il Veneto del fare - Flavio Tosi                    | Giovanna Negro        |
| Verona             | Movimento 5 Stelle                                  | Manuel Brusco         |
| Vicenza            | Lista Zaia Presidente                               | Nicola Ignazio Finco  |
| Vicenza            | Lista Zaia Presidente                               | Manuela Lanzarin      |
| Vicenza            | Lega Nord-Liga Veneta                               | Roberto Ciambetti     |
| Vicenza            | Lega Nord-Liga Veneta                               | Marino Finozzi        |
| Vicenza            | Forza Italia                                        | Elena Donazzan        |
| Vicenza            | Fratelli d'Italia - Alleanza Nazionale              | Sergio Berlato        |
| Vicenza            | Indipendenza noi Veneto - con Zaia                  | Antonio Guadagnini    |
| Vicenza            | Partito Democratico                                 | Stefano Fracasso      |
| Vicenza            | Lista Alessandra Moretti Presidente - Per il Veneto | Cristina Guarda       |
| Vicenza            | Movimento 5 Stelle                                  | Marco Dalla Gassa     |